# Prairieburg (Iowa)
Prairieburg – miasto w Stanach Zjednoczonych, w stanie Iowa, w hrabstwie Linn. Zgodnie ze spisem statystycznym z 2000 roku, miasto liczyło 175 mieszkańców.